# Volo LANSA 501
Il volo LANSA 501 era un volo di linea della LANSA con decollo dall'Aeroporto Internazionale Jorge Chavez ed arrivo all'Aeroporto Internazionale Alejandro Velasco.
Il 27 aprile 1966 il Lockheed L-049 che operava il volo impattò contro il Monte Talaula. Nello schianto tutti gli occupanti del velivolo persero la vita.

## L'aereo
Il velivolo coinvolto nell'incidente era un Lockheed L-049 Constellation con numero di registrazione OB-R-771 e S/N 2521. Il velivolo venne consegnato alla Eastern nel 1947 per passare alla LANSA nel dicembre 1965. Al momento dell'incidente aveva accumulato un totale di 48 799 ore di volo.

## L'incidente
Il Constellation decollò dalla pista 15 dell'Aeroporto Jorge Chavez alle 7:40 e venne autorizzato a salire a quota di crociera secondo la procedura prevista. Alle 7:57 avvenne l'ultimo contatto tra i piloti e il controllo del traffico aereo. Verso le 8:40 i controllori tentarono di mettersi in contatto con il velivolo senza però riuscirci.
Diversi testimoni dissero di aver visto un aeroplano volare molto basso tra le 8:00 e le 8:05 sopra San Pedro. Uno di questi affermò di essere riuscito a leggere la scritta "LANSA" sulla fusoliera.
I rottami del Constellation vennero ritrovati il 28 aprile sulla parete sud-est del Monte Talaula ad una altezza di 12 600 piedi (3.840 m) a 61 NM dall'aeroporto di partenza e 29 NM a nord dalla rotta prevista. Secondo le stime l'impatto avvenne verso le 8:05.

## Le indagini

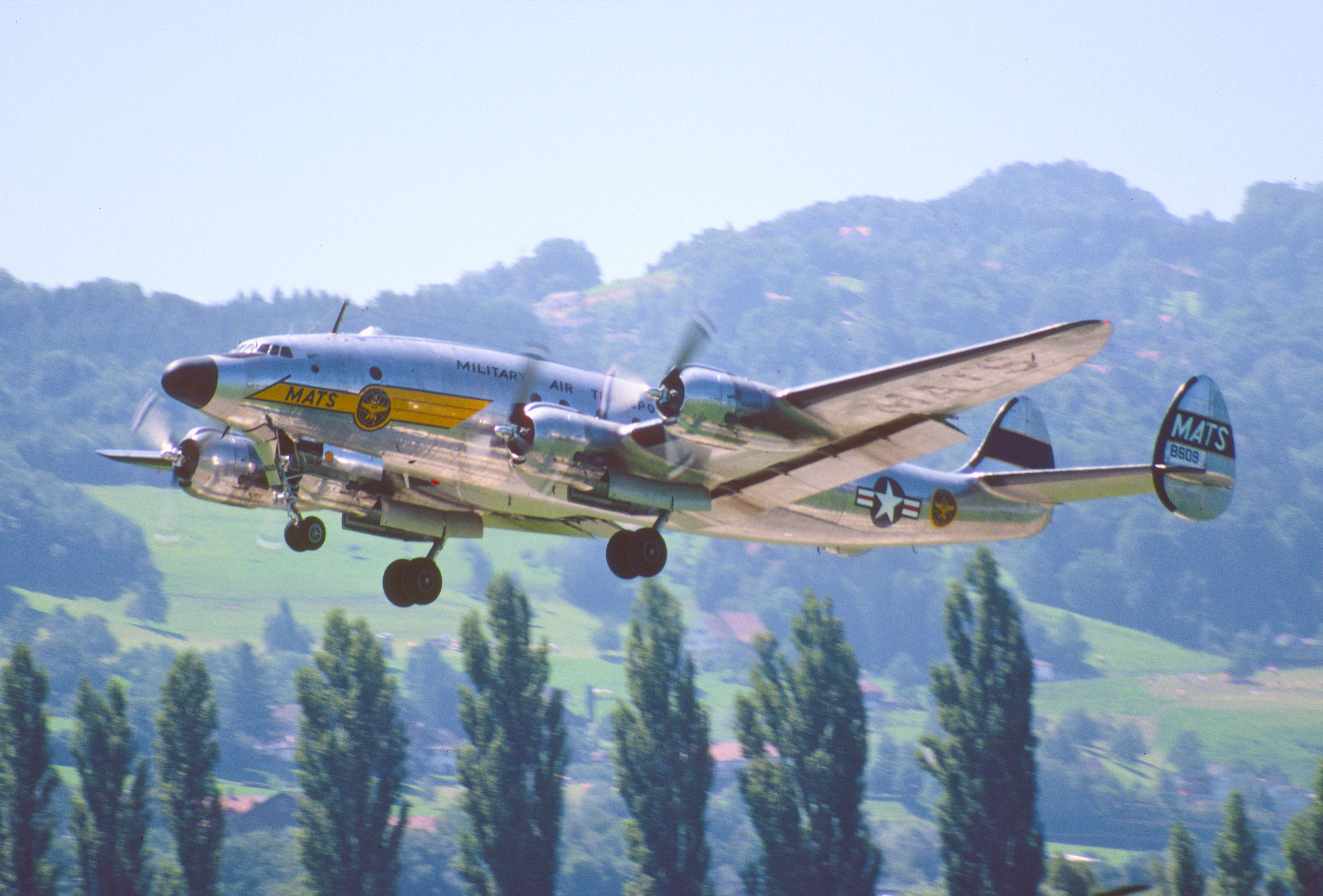
Un Lockheed L-049 Constellation del tipo di quello caduto in questo incidente

Per accertare le cause dell'incidente venne nominata una commissione governativa; i sopralluoghi effettuati sul luogo dello schianto consentirono di stabilire che al momento dell'impatto i motori erano alla potenza massima continuativa, il timone di coda era girato di 15° verso sinistra e l'assetto del velivolo era oltre 35° di beccheggio verso l'alto. Situazione che evidenzia un tentativo da parte dell'equipaggio di evitare disperatamente l'impatto.
Grazie alle testimonianze che permisero di ricostruire la traiettoria del velivolo, l'inchiesta poté stabilire che il comandante, invece di attenersi alla procedura prevista per prendere quota, decise di volare direttamente verso Cusco. La sopravvalutazione delle performance di salita del Constellation mise il comandante nella situazione di non riuscire a superare le montagne e non poter tornare indietro dato il poco spazio di manovra.
La commissione rilevò inoltre alcune lacune manutentive legate ad un eccesso di sedimenti nel mozzo dell'elica.